# Rudozem
Rudozem (in bulgaro Рудозем?) è un comune bulgaro situato nella regione di Smoljan di 11 388 abitanti (dati 2009). La sede comunale è nella località omonima.

## Località
Il comune è formato dall'insieme delle seguenti località:
- Rudozem (sede comunale)
- Boevo
- Borie
- Breza
- Bărčevo
- Bjala reka
- Čepinci
- Dobreva čereša
- Dăbova
- Elhovec
- Gramade
- Ivanovo
- Kokorci
- Koritata
- Močure
- Ogled
- Plovdivci
- Poljana
- Ravninata
- Ribnica
- Sopotot
- Vitina
- Vojkova lăka